# Philips Koninck

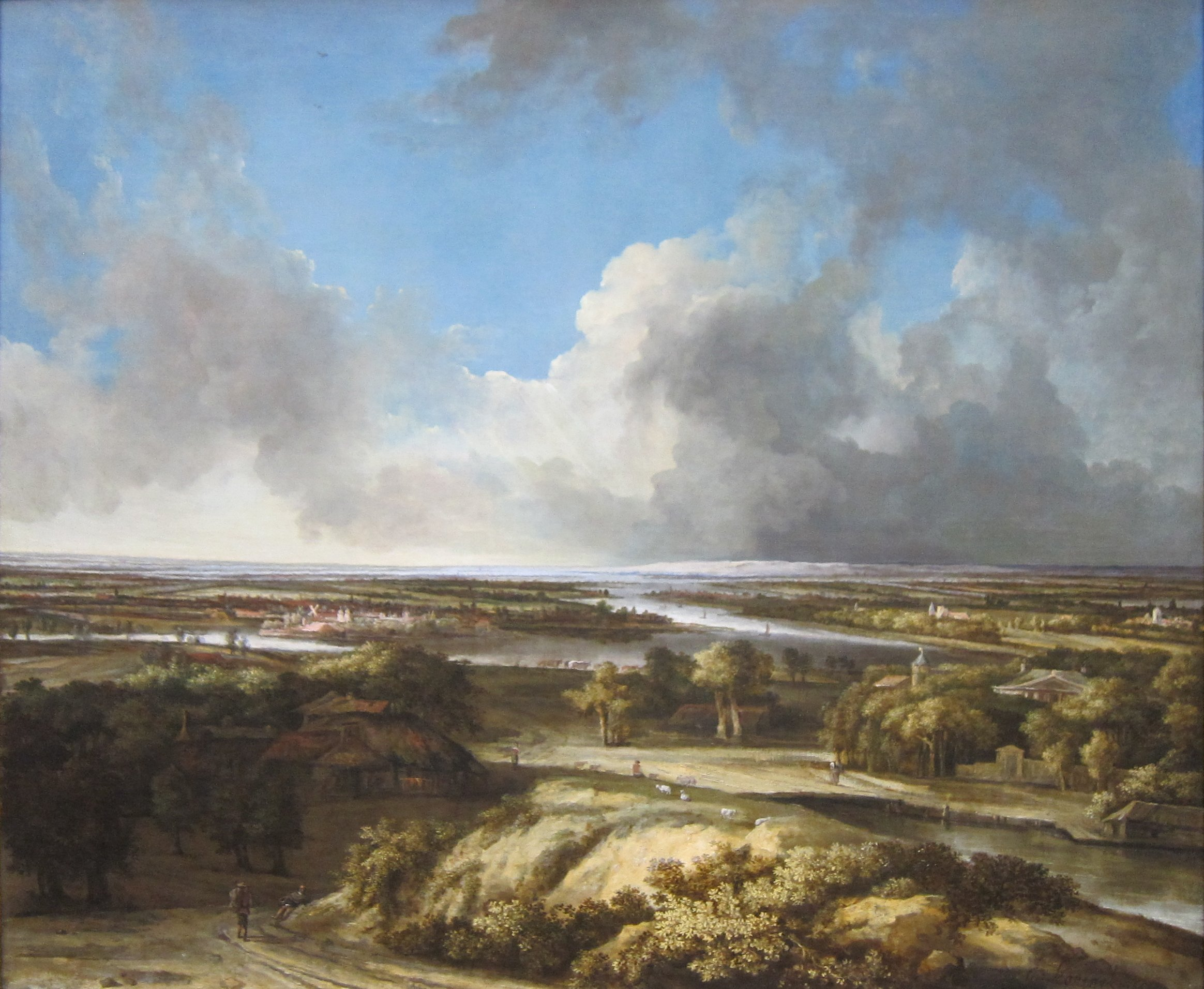
Veduta panoramica, 1665, Getty Museum

Philips Koninck, noto anche con la grafia Philip de Koninck (Amsterdam, 5 novembre 1619 – Amsterdam, ottobre 1688), è stato un pittore olandese.

## Biografia
Figlio di un orefice, fece il suo apprendistato presso il fratello maggiore Jacob a Rotterdam, tornando nella sua città natale nel 1641. Conobbe Rembrandt e ne venne influenzato. Fu inoltre amico del poeta Joost van den Vondel.
Oltre che pittore, specializzato in paesaggi, fu titolare di un servizio di trasporto marittimo tra Amsterdam e Rotterdam. Dipinse inoltre soggetti mitologici e allegorici, nonché ritratti, sebbene entro i ranghi dell'arte tradizionale; più originale fu il suo contributo al paesaggismo, in cui dimostrò di aver assimilato la lezione di Rembrandt e Hercules Seghers, sviluppando fino alla perfezione la tipologia del panorama piatto ed espanso.
Fu sepolto il 4 ottobre 1688.